# Сичи (Салаж)
Сичи (рум. Sici) насеље је у Румунији у округу Салаж у општини Перичеј. Oпштина се налази на надморској висини од 221 m.

## Становништво
Према подацима из 2002. године у насељу је живело 281 становника, од којих су сви румунске националности.